# Патріотичний союз Курдистану
Патріотичний союз Курдистану (ПСК) (Yekîtiya Nîştimaniya Kurdistan — YNK; використовується і англ. абревіатура — PUK) — політична партія Іракського Курдистану, заснована 1 червня 1975 Джалалем Талабані як федерація низки лівих організацій (основні — Марксистсько-ленінська ліга Курдистану («Комала») і «Соціалістичний рух Курдистану») і яка припускає як колективне, так і індивідуальне членство.

## Історія
В установчому маніфесті декларувалися такі цілі партії:
- Повне звільнення Іраку від політичних та економічних кайданів неоколоніалізму;
- Повалення диктаторського режиму правлячої партії;
- Встановлення національно-демократичної коаліційної влади, здатної забезпечити умови для втілення принципів демократії для всього іракського народу;
- Затвердження права курдського народу на справжнє самоврядування в рамках незалежної Іракської республіки;
- Проведення докорінної аграрної реформи в інтересах селянських мас, індустріалізація країни, раціональне використання нафтових та інших природних багатств в інтересах іракського суспільства і для створення соціально-економічних передумов побудови соціалістичного суспільства.

Незабаром ПСК виявився цілком пов'язаний з особистістю Талабані, так що в просторіччі його прихильників звуть «талабаністами».
З 1976 по 1991 рр.. ПСК вів партизанську війну проти режиму Саддама Хусейна, після виборів 1992 року в «Вільному Курдистані», отримав 49 мандатів (проти 51 у Демократичної партії Курдистану), але, не бажаючи ділити владу і висунувши до ДПК ряд претензій (несправедливий розділ митних доходів та т.д.), спробував за підтримки Ірану повністю витіснити своїх суперників. Результатом виявилася чотирирічна громадянська війна в Курдистані (1994–1998). Будучи вигнаним зі столиці «Вільного Курдистану» Ербіля, ПСК сформував власний уряд в Сулейманії, і тільки недавно (2006) два уряди об'єдналися і єдність Іракського Курдистану було остаточно відновлено.

## Характеристика
Партійним кольором вважається зелений, що, втім не має ніякого відношення до ісламу («талабаністи» відрізняються швидше своєю світськістю і індиферентністю до релігії, а контрольована ними Сулейманія відрізняється за курдистанськими мірками досить вільними звичаями).
Партія є членом Соцінтерну.